# 1237
Година 1237 (MCCXXXVII) била је проста година која је почела у четвртак.

## Догађаји
- Википедија:Непознат датум — Уз подршку неких гибелинских градова и кнеза Езелина, Фридрих II задаје тежак пораз Ломбардској лиги код Кортенуове код Бергамаа. Фридрих је поништио договоре постигнуте миром из Констанце и потчинио је комуне средње и северне Италије надзору царских цивилних и војних намештеника.
- Википедија:Непознат датум —Угарски напад на Србију (1237), Угарски напад на Србију је одбијен.
- Википедија:Непознат датум — Подручје јужне Фландрије, које је у више наврата освајао француски краљ Филип II Август, постала је грофовијом Артоа.
- Википедија:Непознат датум — Конрад, син цара Фридриха II, проглашен је за краља Рима и очевим наследником уместо одметнутог брата.
- Википедија:Непознат датум — Татари су напали руску Кнежевину Рјазан на средњем току реке Оке.
- Википедија:Непознат датум — Владара Солунског Царства и епирске Деспотовине Манојла Анђела свргнуо је бугарски цар Јован Асен II, који је вратио свекру Теодору престо, иако га је раније свргнуо и ослепео. Теодор је оставио престо сину Јовану.
- Википедија:Непознат датум — Михајло II, син родоначелника Епирске деспотовине Михајла I, повратио је велики део очевих поседа и прогласио се епирским деспотом независним о Никејском царству.
- Википедија:Непознат датум — У селџучком Иконијски султанат Каикубада I наследио је Каликосру II .
- децембар — Битка на реци Вороњеж
- 21. децембар — Опсада Рјазања